# Hecyra
Hecyra is een kevergeslacht uit de familie van de boktorren (Cerambycidae). De wetenschappelijke naam van het geslacht werd voor het eerst geldig gepubliceerd in 1857 door Thomson.

## Soorten
Hecyra omvat de volgende soorten:
- Hecyra marmorata Breuning, 1972
- Hecyra obscurator (Fabricius, 1801)
- Hecyra tenebrioides (Fåhraeus, 1872)
- Hecyra terrea (Bertoloni, 1849)